# (2089) Cetacea
(2089) Cetacea est un astéroïde de la ceinture principale.

## Description
(2089) Cetacea est un astéroïde de la ceinture principale. Il fut découvert par Norman G. Thomas le 9 novembre 1977 à Flagstaff (Observatoire Lowell). Il présente une orbite caractérisée par un demi-grand axe de 2,53 UA, une excentricité de 0,154 et une inclinaison de 15,38° par rapport à l'écliptique.
Il fut nommé en hommage au groupe animalier des cétacés.

## Compléments